# Marc Egea i Ger
Marc Egea i Ger (Barcelona, 1973) és un músic, compositor i poeta català establert a Sant Iscle de Vallalta. Estudià filosofia i es doctorà amb una tesi sobre Ramon Llull. Com a músic, tot i que la seva especialitat és la viola de roda, on ha seguit els passos de Valentin Castrier, toca diversos instruments ètnics i tradicionals com el flabiol, el taragot i el duduk. A més, combina el seu gust pel folk tradicional amb el rock, el blues i altres gèneres moderns. Va iniciar la seua carrera com a músic professional el 1990 i ha enregistrat més de trenta discos, tant en solitari com amb bandes i artistes.
Ha enregistrat cinc discs amb El Pont d'Arcalís, així com també amb el grup de jazz fusió Kaulakau. Ha estat compositor i intèrpret de músiques per a teatre, dansa contemporània i recitals de poesia.
Ha actuat en espais com l'Auditori de Barcelona, festivals de música com el Tradicionàrius o el Festival de Torroella de Montgrí, en esdeveniments com la Setmana del Llibre en Català, o en trobades internacionals a la regió de Sàsser, a Sardenya, on va representar Catalunya juntament amb Jordi Molina, al costat d'entitats i músics d'Egipte, Grècia, el Marroc i Alemanya.

## Discografia parcial
- Les Ratlles del Món (amb Francesc Ten, Audiovisuals de Sarrià, 2003)
- Helionora (2005)
- Glimpse (2011)
- Flower of Death (Trading Records, 2011)[11]
- Gulliver (Discordian Records, 2013)[12]
- African Tales (Discordian Records, 2016)[13]
- La Ploma de Perdiu (amb Quirze Egea, Discmedi, 2019)
- Cosmic Microwave Background (Autoproducció, 2020)[14]
- Morning Improvisations (amb Paul Safar, Autoproducció, 2020)[14]

## Obra publicada
- Filosofía y mercado laboral: los horizontes de la filosofía actual. Barcelona: E.I. KAL. Universitat de Barcelona. Facultat de Filosofia, 1997. ISBN 8492286717.
- Iniciació a la viola de roda. Barcelona: Dinsic, 2008. ISMN 9790692105145.
- Gineceu. Tinta Invisible edicions, 2015, amb Lali Pantone.
- Lletanies hivernals, 2017, ISBN 9781539761884.
- Les mans de la pluja, 2017,. ISBN 9781542478090.
- Diferents maneres de parlar de l'estiu, 2018. ISBN 9781720879701.